# Socialdeckare
Socialdeckaren är en subgenre inom deckaren.
Den här deckargenren skärskådar många av de samhälleliga faktorer som ligger bakom ett brott: från utslagning, arbetslöshet och klassklyftor, till börskriser, sexuella trauman och rotlöshet.
Julian Symons och Ulf Durling är några av de författare som skriver i den här genren.